# Narragansett (Rhode Island)
Narragansett é uma vila localizada no estado americano de Rhode Island, no condado de Washington. Foi fundada em 1888 e incorporada em 1901.

## Geografia
De acordo com o United States Census Bureau, a vila tem uma área de 97,8 km², onde 36 km² estão cobertos por terra e 61,8 km² por água.

## Demografia
Segundo o censo nacional de 2010, a sua população é de 15 868 habitantes e sua densidade populacional é de 441,08 hab/km². É a localidade mais densamente povoada do condado de Washington. Possui 9 470 residências, que resulta em uma densidade de 263,24 residências/km².